# バージー・ラーオ2世
バージー・ラーオ2世（マラーティー語：दुसरे बाजीराव पेशवे, Baji Rao II, 1775年1月10日 - 1851年1月28日）は、インドのデカン地方、マラーター王国の世襲における第8 代（最後の）宰相（ペーシュワー、在位：1796年 - 1818年）。マラーター同盟の盟主でもある。ラーオ・パンディト・パンダーム（Rao Pandit Pandham）とも呼ばれる。

## 生涯

### 宰相就任
1775年1月10日、バージー・ラーオはマラーター王国の廃位された宰相ラグナート・ラーオとその妃アーナンディー・バーイーの息子として生まれた。
父であるラグナート・ラーオは宰相復帰をめざし、同年3月にイギリスとスーラト条約を結び、彼を失脚させた財務大臣ナーナー・ファドナヴィースとの戦争へと向かった（第一次マラーター戦争）。彼は1782年5月に講和成立するまで戦い続けたが、宰相には復帰できず、ナーナー・ファドナヴィースが王国の実権を握り続けた。
だが、1795年10月に宰相マーダヴ・ラーオ・ナーラーヤンがプネーで自殺すると、マラーター諸侯らの間に紛争が起き、バージー・ラーオもこれに参加した。
結局、1796年12月4日にバージー・ラーオがナーナー・ファドナヴィースの支持により、バージー・ラーオ2世として王国の宰相となった。だが、彼の統治は名目上のもので、ナーナー・ファドナヴィースが実際の統治にあたっていた。

### マラーター諸侯との争いとプネーからの逃亡
1800年4月にナーナー・ファドナヴィースが死ぬと、バージー・ラーオ2世とマラーター諸侯との関係が著しく悪くなった。ことに、インドールのホールカル家との関係はかねてからとても悪く、ヴィトージー・ラーオ・ホールカルは宰相府の領土に襲撃をよくかけていた。
1801年4月、バージー・ラーオ2世はヴィトージー・ラーオ・ホールカルを捕えることに成功し、21日に象に踏みつぶさせて殺した。だが、この残虐な処刑はその兄ヤシュワント・ラーオ・ホールカルの怒りを買うこととなった。
1802年5月、ヤシュワント・ラーオは宰相府の領土に侵攻し、マーレーガーオン、アフマドナガル、プランダル、ナーシク、ナーラーヤンガーオン、ネールなどを次々に落とし、プネーに迫った。そして、同年10月25日にバージー・ラーオ2世とシンディア家の軍がヤシュワント・ラーオの軍に敗れ（プネーの戦い）、宰相府プネーが占領されると、バージー・ラーオ2世は逃げざるを得なかった。

### バセイン条約と第二次マラーター戦争

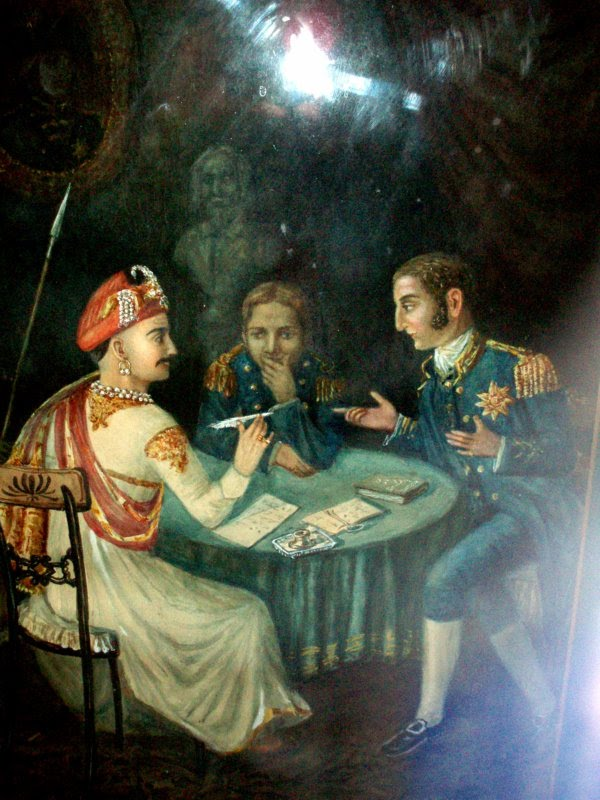
バセイン条約にサインするバージー・ラーオ2世

ヤシュワント・ラーオ・ホールカルに敗れたのち、同月27日にバージー・ラーオ2世は側近とシンディア家の兵ともにラーイガドに行き、そこで一ヶ月過ごした。そして、彼はさらにボンベイを拠点とするイギリスの領土へと逃げた。
そして、1802年12月31日にバージー・ラーオ2世はイギリスの援助を受けるため、軍事保護条約バセイン条約を結び、1803年5月13日にプネーに帰還した。
だが、バージー・ラーオ2世が結んだバセイン条約には、マラーター王国の領土割譲なども約してあったため、マラーター諸侯の反感を買うこととなった。味方だったシンディア家もイギリスがマラーター同士の争いに関与してきたことに脅威をおぼえ、宰相府から離反した。もはや、イギリスとマラーター諸侯との争いは不可避であった。
同年8月、イギリスとマラーター諸侯シンディア家、ホールカル家、ボーンスレー家との間に戦闘が起こった（第二次マラーター戦争）。しかし、シンディア家とボーンスレー家の軍勢はイギリスとの幾度かの戦闘で敗れ続け、12月にそれぞれ講和条約を結んだ。
しかし、ホールカル家のヤシュワント・ラーオ・ホールカルだけは戦争を続行し、彼は戦いを互角に持ち込み、イギリスは戦費増大を恐れる結果となった。そして、両者ともに戦闘が続行不能に陥った時、1805年12月に講和が結ばれ、戦争は終結した。

### ガーイクワード家の使節殺害とプネー条約
1814年、バージー・ラーオ2世の宰相府とグジャラートのガーイクワード家との間で、グジャラートの重要都市アフマダーバードをめぐる争いが起こった。そして、その調停はイギリスによって執り行われることとなった。
だが、1815年7月14日にガーイクワード家から派遣された使節ガンガーダル・シャーストリーを、バージー・ラーオ2世の家臣が殺害してしまう。暗殺したその家臣はイギリスによって逮捕され、ボンベイに投獄された。
しかし、1816年9月にこの家臣は脱獄し、バージー・ラーオ2世は彼に資金を援助し、シンディア家のダウラト・ラーオ・シンディアとホールカル家のマルハール・ラーオ・ホールカル2世に対して、挙兵してイギリスに共同で立ち向かうこと提案した。
この動きはまもなくイギリスに察知され、1817年6月13日にバージー・ラーオ2世に対して、新たな条約プネー条約を押し付けた。これは以下のような内容だった。
- いかなる場合においても、イギリス以外の外国との外交交渉を行ってはならない
- またそれを保証するために、外交使節を他国に派遣すること及び他国の外交使節を受け入れることを禁じる
- 外国との交渉はイギリス東インド会社の駐在官を通してのみ行うこと

これは形式上においても実質的においてもマラーター同盟の解体を認めさせるものだった。また、イギリスが当時押し進めていたインド諸侯の藩王国化そのものでもあった。

### 第三次マラーター戦争とマラーター同盟の滅亡
こうして、バージー・ラーオ2世はイギリスとの戦争を決意し、同年11月5日にプネー近郊カドキーのイギリス駐在官邸を将軍バープー・ゴーカレーに襲わせた（カドキーの戦い）。ここに第三次マラーター戦争が始まった。
この戦争にはシンディア家、ホールカル家、ボーンスレー家なども参加したが、イギリスによって短期間のうちに制圧され、それぞれ翌年初頭までに講和条約を結んで降伏した。
1818年1月、バージー・ラーオ2世はコーレーガーオンでイギリスに敗北したのち（コーレーガーオンの戦い）、その勢力が減退し、2月にはバープー・ゴーカレーが戦死した。それでも、彼は不利ながらもイギリスと戦い続けた。
しかし、同年6月3日にバージー・ラーオ2世もイギリスに降伏し、第三次マラーター戦争は終結した。これにより、マラーター同盟は崩壊し、宰相の政権は取り潰され、その領土は没収された。

### 年金生活と死

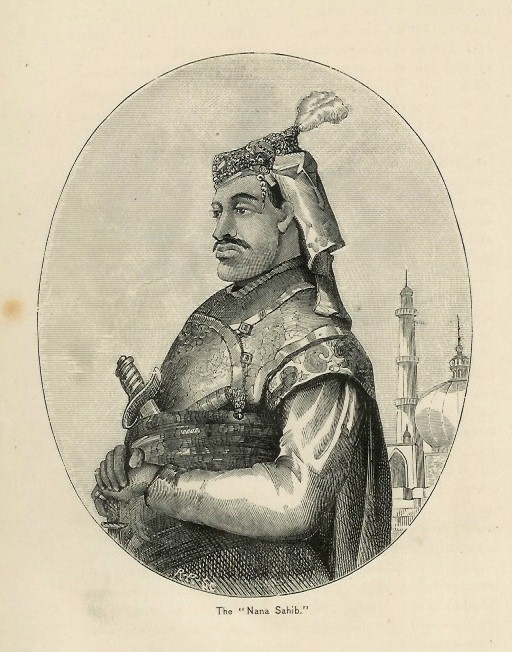
ナーナー・サーヒブ

バージー・ラーオ2世は宰相府の領土は没収されたものの、カーンプル近郊ビトゥールに領地を与えられ、年80万ルピーの年金をあてがわれることとなった。年金生活中、彼はヒンドゥー教に帰依した生活を送ったとされるが、その反面かつてイギリスに対して味方したことをずっと後悔したともされる。
また、バージー・ラーオ2世は追放先で、ナーナー・サーヒブを養子とし、ラクシュミー・バーイーを庇護していたことはよく知られている。
1851年1月28日、バージー・ラーオ2世はビトゥールで死亡した。だが、ナーナー・サーヒブは養子であることを理由に年金の相続を否定され、これがインド大反乱の一因にもなった。